# Clemente Mastella
Mario Clemente Mastella (Ceppaloni, Benevento, 5 de febrer de 1947) és un polític italià, fundador i secretari nacional dels Populars-UDEUR, partit polític centrista i democristià que formava part de L'Unione, la coalició de centre-esquerra. Va ocupar els càrrecs de ministre de Justícia des del 17 de maig de 2006 fins al 16 de gener de 2008 i també d'alcalde del seu poble natal. Va dimitir del lloc de ministre després de conèixer-se que estava sent investigat, juntament amb la seva esposa i diversos membres del seu partit, per un escàndol vinculat a la sanitat a la regió de Campània.
Ha format part dels següents partits: Democràcia Cristiana, Centre Cristià Democràtic, Cristians Democràtics per la República i Unió Democràtica per la República.

## Biografia
Llicenciat en Filosofia, va treballar com a periodista. Després d'un llarg pas per la Democràcia Cristiana, fundà el 1994 el Centre Cristià Democràtic, del qual va ser president, compartint el lideratge amb Pier Ferdinando Casini.
Aliant-se amb el Pol de les Llibertats, després de la victòria d'aquest en les eleccions de 1994, esdevingué Ministre de Treball. Quatre anys després protagonitzà una escissió en el CCD, fundant Cristians Democràtics per la República que es va unir a Cristians Democràtics Units per formar un grup únic al Parlament. Aquest mateix any el partit confluiria al costat d'altres grups en la Unió Democràtica per la República, de la qual Mastella fou el secretari nacional. No obstant això, el partit es dissolgué ràpidament, i Mastella creà un nou grup, UDEUR (Unió Democràtics per Europa).
Va ser diputat a la Càmera ininterrompudament des de 1976 fins al 2006. Mastella es va presentar a les eleccions primàries en L'Unione per triar un candidat presidencial per a les eleccions de 2006. Les primàries es van celebrar el 15 d'octubre de 2005 i Mastella hi va quedar tercer amb el 4,6 % dels vots. Va quedar per darrere del guanyador Romano Prodi i de Fausto Bertinotti.
Des de les eleccions del 2006 va ser senador.

## Crisi de 2008
En dimitir del seu lloc de ministre després de conèixer-se que estava sent investigat, juntament amb la seva esposa i diversos membres del seu partit, per un escàndol sobre la sanitat a la regió de Campània, va prometre el seu suport al govern de Prodi. El 21 de gener Mastella va dir que el seu partit retirava el seu suport a Prodi, de manera que el govern perdia la seva majoria al senat. En el vot de confiança del govern de Prodi, aquest va perdre al senat, cosa que provocà la convocatòria de noves eleccions.Una de les raons donades per Mastella va ser la decisió del Tribunal Constitucional Italià que confirmava el referèndum per modificar la llei electoral, que faria més difícil per a partits petits com l'UDEUR aconseguir representació parlamentària.

## Eleccions de 2008
Després d'haver intentant infructuosament aliar-se amb diferents partits, com el Poble de la Llibertat de Berlusconi, que va rebutjar les seves propostes, finalment va anunciar que el seu partit no es presentaria a les eleccions.